# Ye Qun

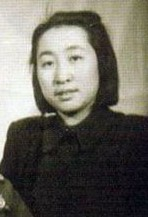
Ye Qun

Ye Qun (Chinesisch: 叶群 / 葉群; Pinyin: Yè Qún) (* 1917; † 13. September 1971), ursprünglicher Name: Ye Jingyi (Chinesisch: 叶静宜; Pinyin: Yè Jìngyí), war eine chinesische Politikerin und die Ehefrau von Lin Biao (林彪), dem ehemaligen stellvertretenden Parteivorsitzenden der Volksrepublik China.

## Jugend
Ye Qun wurde in Minhou (Fuzhou) in der chinesischen Provinz Fujian geboren. Im Jahr 1935 besuchte sie eine Mittelschule, die an die Pädagogische Universität Peking angegliedert war, und beteiligte sich an den antijapanischen Demonstrationen Pekinger Studenten vom 9. Dezember 1935. In einem frühen Stadium des Zweiten Chinesisch-Japanischen Krieges schloss sie sich kurzzeitig einer von der Guomindang kontrollierten Jugendorganisation an. Später ging sie nach Yan’an und trat dort im Jahr 1938 der Kommunistischen Partei Chinas (KPCh) bei.

## Familie
Ye Qun heiratete 1942 Lin Biao, mit dem sie zwei Kinder bekam: Den Sohn Lin Liguo (林立果), der auch als „Tiger“ (老虎) bekannt war, und die Tochter Lin Liheng (林立恒), die auch Lin Doudou (林豆豆) genannt wurde. Ye Qun nannte Lin Biao gewöhnlich „101“, dies war während des Krieges sein Deckname gewesen.

## Politische Karriere
Nachdem die Kommunisten im Jahr 1949 an die Macht gekommen waren, übernahm Ye Qun die Rolle der Sekretärin Lin Biaos. Sie begann sich aktiv an der Politik zu beteiligen, als sie Ende des Jahres 1965 Lin Biao dabei unterstützte, dessen Kontrahenten Luo Ruiqing, den Generalstabschef der Volksbefreiungsarmee, zu Fall zu bringen. Im Zuge dessen nahm sie, obwohl sie zu diesem Zeitpunkt noch kein Mitglied des Zentralkomitees der KPCh war, im Dezember 1965 an einer Sitzung des Politbüros teil. Darüber hinaus wurde ihr dreimal das Wort erteilt und sie zählte über eine Dauer von insgesamt etwa zehn Stunden die „Vergehen“ Luo Ruiqings auf, der Ye zufolge dem Maoistischen Gedankengut widersprach und versuchte Lin Biaos Machtposition im Verteidigungsministerium zu übernehmen.
Nach dem Jahr 1967 war Ye Qun zunächst Mitglied der Kulturrevolutionsgruppe der Gesamten Armee (全军文化革命小组) und später die Leiterin dieser Gruppe. Darüber hinaus war sie eines der vier Gründungsmitglieder des Verwaltungsbüros der Zentralen Militärkommission, das im August 1967 gebildet wurde. Beim Neunten Nationalen Parteikongress der Kommunistischen Partei Chinas, der im Jahr 1969 abgehalten wurde, wurde sie zum Mitglied des Zentralkomitees der KPCh, Mitglied des Politbüros und zur Vorsitzenden des Verwaltungsbüros der Zentralen Militärkommission ernannt.

## Flucht und Tod
Im Verlauf der Kulturrevolution kam es zu sich verschärfenden Machtkonflikten zwischen der Gruppierung um Mao Zedongs Ehefrau Jiang Qing und der Gruppierung um Lin Biao, welcher auch Ye Qun angehörte.
Es heißt, dass Ye Qun Anfang September 1971 den Entschluss gefasst habe, ihr Sohn Lin Liguo solle in Shanghai ein Attentat auf Mao verüben. Dieses Attentat wurde jedoch dadurch vereitelt, dass Mao, der sich zu dem Zeitpunkt auf einer Inspektionsreise befand, seine Route kurzfristig änderte. Als Mao am Abend des 12. September früher als erwartet nach Peking zurückkehrte, erweckte dies bei Ye Qun den Eindruck, der Plan sei aufgedeckt worden. Ye Qun versuchte daraufhin gemeinsam mit ihrem Mann und ihrem Sohn Lin Liguo per Flugzeug in die Sowjetunion zu fliehen, doch ihre Tochter Lin Liheng verriet den Fluchtplan. Somit musste die Familie früher als geplant aufbrechen und bestieg mit neun weiteren Menschen ein noch nicht vollgetanktes Flugzeug. Das Flugzeug flog sehr niedrig, um dem Radar zu entkommen, wodurch der Treibstoffverbrauch erhöht wurde, und stürzte daher am 13. September 1971 etwa zwei Stunden nach dem Start über Öndörchaan in der Mongolei ab. Bei dem Absturz starben sowohl Ye Qun als auch Lin Biao und Lin Liguo.
Am 20. August 1973 fasste das Zentralkomitee der Kommunistischen Partei Chinas den Entschluss, Ye Qun nachträglich für immer aus der Partei auszuschließen.